# Sbírka židovských koster

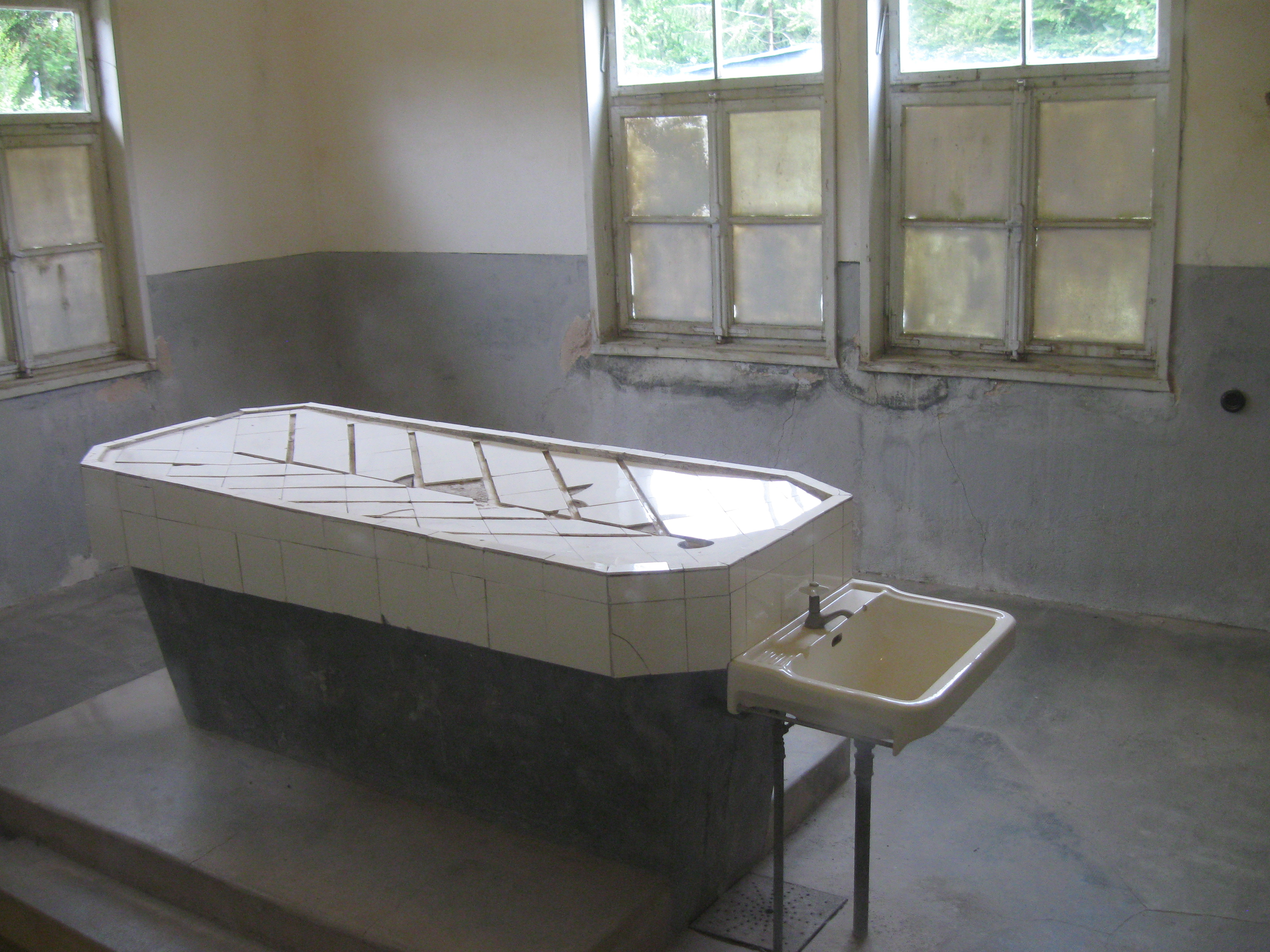
Místnost pro lékařské experimenty a pitevna v koncentračním táboře Natzweiler-Struthof

Sbírka židovských koster (německy Jüdische Skelettsammlung) měla být německá sbírka židovských koster, dokazující údajnou židovskou podřadnost. Původně se měla omezovat na lebky „židovsko-bolševických komisařů“ (jüdisch-bolschewistischen Kommissaren), získané nalezením vhodných sovětských zajatců a jejich zastřelením. Nakonec se změnila v pokus vytvořit sbírku židovských koster z těl 86 židovských vězňů z německého koncentračního tábora Osvětim, převezených do německého koncentračního tábora Natzweiler-Struthof v Alsasku a tam zavražděných. Sbírka se připravovala v prostorách Říšské univerzity Štrasburk. Hlavním tvůrcem sbírky byl německý profesor lékařství August Hirt.